# 노보시비르스크역
노보시비르스크역(러시아어: Новосибирск-Главный вокзал)은 러시아 노보시비르스크주 노보시비르스크에 있는 역으로, 시베리아 횡단철도와 튀르케스탄-시베리아 철도의 연결역이다.